# Joachim Klapczynski
Joachim Klapczynski (* 15. September 1929 in Freital; † 10. September 2006 in Sanne) war ein deutscher Funktionär der DDR-Blockpartei LDPD und von 1974 bis 1990 Bürgermeister in Eisenach.

## Werdegang
Der gelernte Landwirt Klapczynski war von 1951 bis 1953 Student und von 1953 bis 1964 Lehrer an der Eisenacher Fachschule für Landwirtschaft.
Nach einer kurzen Amtszeit als Leiter einer Eisenacher LPG wechselte er 1966 an die Landwirtschaftsschule Weimar. Von 1968 bis 1974 arbeitete er zunächst als Produktionsleiter, dann als Sekretär des Rates für Land- und Nahrungsgüterwirtschaft des Kreises Eisenach.
1974 wurde er als Nachfolger von Sigfried Möckel Bürgermeister der Stadt Eisenach. Dieses Amt hatte er bis zur Kommunalwahl 1990 inne, bei der er infolge der politischen Wende in der DDR nicht mehr antrat und in den Ruhestand ging.
Seit 1964 gehörte Klapczynski der LDPD an, war Vorsitzender des LDPD-Stadtvorstandes Eisenach und Mitglied des Zentralvorstandes der LDPD. Er war verheiratet und hatte einen Sohn.
Bei der Durchführung der 15. Arbeiterfestspiele der DDR, die vom 6. bis 9. Juni 1974 im Bezirk Erfurt stattfanden, war er hauptverantwortlich für die Veranstaltungen in Stadt und Kreis Eisenach. Auch die Bewahrung der Traditionen des Sommergewinns sowie die Herbeiführung und Ausgestaltung der Städtepartnerschaft Eisenachs mit Marburg zählen zu Klapczynskis Erfolgen. In seiner Amtszeit entstanden in Eisenach, entsprechend den Vorgaben des SED-Wohnungsbauprogramms, zahlreiche Neubauwohngebiete in Plattenbauweise; zeitgleich war ein massiver Abriss historischer Bausubstanz in der nördlichen und westlichen Altstadt erforderlich, für dessen Erhalt der politische Wille und die finanziellen Mittel fehlten. Kommunalpolitisch wurde Eisenach als Automobilbaustandort weiter aufgewertet, die Bezirksleitung Erfurt war aber gleichzeitig an einer Balance mit der Nachbarkreisstadt Gotha interessiert und verhinderte so manche Projekte der Eisenacher Stadtverwaltung.